# Кюрмюк
«Кюрмюк» Гах (азерб. «Kürmük» Qax Futbol Klubu) — советский и азербайджанский футбольный клуб из города Гах. Был основан в 1990 году.

## История клуба
Клуб был создан в 1990 году под названием «Кюрмюк» Гах. В 1990 году принимал участие в Чемпионате СССР во второй низшей лиге 3-й Зоне, подгруппе «Б».
В 1992 году, после провозглашения независимости и с началом проведения первого национального чемпионата, клуб первенствовал в высшей лиге Азербайджана, заняв 10-е место среди 26 клубов.
В последующие 2 года клуб занимал в высшем дивизионе соответственно 13-е и 15-е места. В сезоне 1994/1995 годов кахцы опустились в Первую лигу и завоевали по итогам чемпионата бронзовые медали. В 1995 году клуб прекратил своё существование.

## Статистика

### Чемпионат СССР
| Сезон                          | Дивизион                     | М | Игр | Поб | Нич | Пор | М       | О  |
| ------------------------------ | ---------------------------- | - | --- | --- | --- | --- | ------- | -- |
| Чемпионат СССР по футболу 1990 | Вторая низшая лига, 3-я Зона | 9 | 22  | 7   | 4   | 11  | 39 — 35 | 18 |

### Чемпионат Азербайджана
| Сезон     | Дивизион        | М  | Игр | Поб | Нич | Пор | М       | О  | Бомбардир        |
| --------- | --------------- | -- | --- | --- | --- | --- | ------- | -- | ---------------- |
| 1992      | Премьер-лига    | 10 | 36  | 12  | 7   | 17  | 57 — 82 | 31 | Аловсат Байрамов |
| 1993      | Премьер-лига    | 13 | 18  | 6   | 5   | 7   | 25 — 26 | 17 | Терлан Керимов   |
| 1993/1994 | Премьер-лига    | 15 | 30  | 5   | 3   | 22  | 18 — 84 | 13 | Эльбрус Алиев    |
| 1994/95   | Первый дивизион | 3  | 28  | 21  | 1   | 6   | 50 — 12 | 43 |                  |

### Кубок Азербайджана
| Сезон   | Этап          |
| ------- | ------------- |
| 1992    | 1/8 финала    |
| 1993    | 1/8 финала    |
| 1993/94 | не участвовал |
| 1994/95 | 1/16 финала   |

## Бывшие футболисты
Список игроков клуба в 1992 году.
| - Эльчин Нуруллаев - Эльбрус Алиев - Шахин Керимов - Ильхам Мамедов |  | - Фархад Гаджиев - Тельман Керимов - Хиджран Абдуллаев - Вахид Махмудов |  | - Аловсат Байрамов - Ахмед Хингалов - Кенан Гараев |  | - Герасим Тартарашвили - Насими Гадешов - Октай Керимов - Хиджран Баладжаев - Васиф Баладжаев (дебют в 1995г) - Вугар Рагимов (голкипер) | - Еткин Керимов - Намиг Гасанов - Нуреддин Мирзоев - Вагиф Набиев голкипер |  | - Намиг Мурадов - Эльдар Абдуллаев - Натиг Амиров - Насими Халилов |

## Достижения
- Бронзовый призер Первого Дивизиона Азербайджана 1994/95 годов.[3]